# Ion Hadârcă
Ion Hadârcă (n. 17 august 1949, Sîngerei, URSS) este un poet, traducător și om politic român din Republica Moldova, deputat în Parlamentul Republicii Moldova între 1990 și 1998 și din 2009 până în 2014, precum și senator al României în perioada 2016—2020, din partea ALDE. Ion Hadârcă a fost fondatorul și primul președinte al Frontului Popular din Moldova (1989—1992), președinte al Partidului Liberal Reformator.

## Biografie
Ion Hadârcă s-a născut la data de 17 iunie 1949 în comuna Sîngereii Vechi (astăzi orășelul Sîngerei). Din anul 1963 a fost membru al ULCT. A debutat ca poet în timpul școlii, publicând în anul 1965 primele versuri în revista "Cultura Moldovei". După absolvirea Școlii medii generale din Sângerei în anul 1966, este angajat la ziarul raional1 "Calea leninistă".
Între anii 1968–1970 își satisface stagiul militar obligatoriu în Armata Sovietică, după care devine student la Facultatea de Filologie a Universității Pedagogice "Ion Creangă" din Chișinău (1970-1974). În perioada studiilor universitare, își continuă activitatea literară, citind primele cicluri de poeme în cadrul cenaclului literar "Luceafărul", poezii care i s-au publicat în ziarele "Tinerimea Moldovei", "Moldova socialistă", "Cultura Moldovei".
Între anii 1974–1978, efectuează studii de doctorat la Institutul de Limbă și Literatură al Academiei de Științe a Republicii Moldova și activează în calitate de colaborator. În anul 1977, este consemnată apariția primei plachete de versuri a lui Ion Hadârcă, "Zilele" (în colecția "Debut", sub numărul 19/1979), în prefața căreia criticul literar Mihai Cimpoi remarca: "Nu poetul alege temele, ci temele îl aleg pe poet, după cum nu poetul are de căutat dimensiunea temporală, cărei este predestinat, ci Prezentul l-a încadrat organic în sine". Pentru acest volum, i-a fost decernat Premiul "Boris Glăvan" al tineretului din RSS Moldovenească.
În anul 1978, devine membru al Uniunii Scriitorilor din Moldova. Este autorul selecției pentru antologia de poezii, poeme și eseuri Fața pâinii în anul 1979, urmând o a doua ediție în anul 1985.
În perioada 1978-1981, Ion Hadârcă lucrează în calitate de redactor, apoi șef de secție la Editura Literatura artistică din Chișinău. Demisionează de la editură în anul 1981 din motive ideologice, neîmpărtășind politica cenzurii oficiale, care se înăsprise mult în perioada tipăririi în Occident a romanelor lui Soljenițîn și a activizării mișcării disidente "Solidaritatea" din Polonia. Timp de doi ani nu este angajat nicăieri.
În anul 1983 este numit director al cenaclului literar "Luceafărul" de pe lângă revista "Tinerimea Moldovei". Apoi, după doi ani, i se oferă conducerea secției de Literatură pentru copii și tineret a Uniunii Scriitorilor din Moldova. La Plenara din 18-19 mai 1987 este ales membru al Comitetului de conducere al Uniunii Scriitorilor, precum și secretar al Comitetului de conducere, ulterior – al biroului organizației de partid al breslei scriitoricești.
Începând din anul 1992, Ion Hadârcă îndeplinește funcția de președinte al cenaclului Mihai Eminescu de la Biblioteca Publică “O.Ghibu” din Chișinău.
Ion Hadârcă s-a remarcat și ca traducător, publicând următoarele traduceri: volumul de versuri Trestia dulce de Mirta Agirre (1981), Curcubeul turkmen de I. Pirkuliev (1984), basmul Daruri înțelepte de Samuil Marșak (1986), poezii scrise de scriitorii ruși Aleksandr Pușkin, Iuri Lermontov, Velimir Hlebnikov, Serghei Esenin, Evgheni Evtușenko (1986-1987), volumul Versuri de Ivan Draci (1989), volumul Poem în aquaforte de Federico Mayor
(1998), „Demonul meu” de M. Lermontov (2006).

### Activitate politică
În anul 1974 devine membru PCUS.

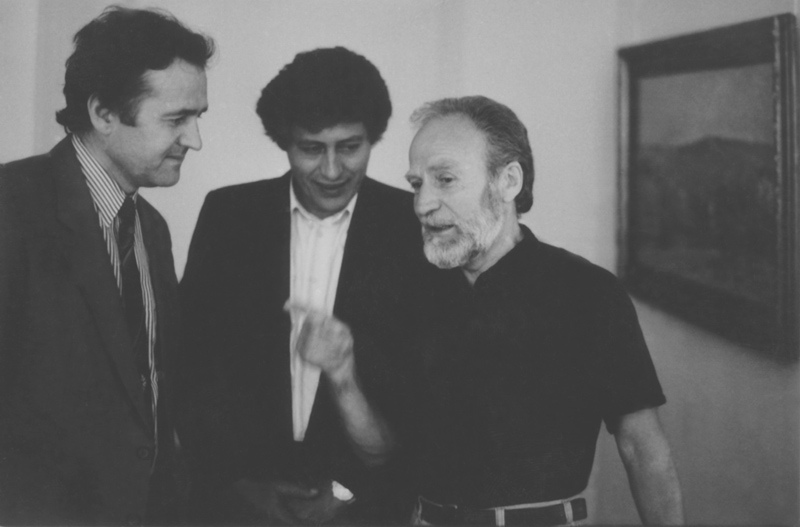
Ion Hadârcă (stânga), Mihai Ghimpu și Mihai Grati la începutul anilor '90.

Începând din anul 1988, poetul Ion Hadârcă se angajează în mișcarea de eliberare națională, de trezire a conștiinței de neam a românilor basarabeni. Este fondatorul și primul președinte al Frontului Popular–Creștin din Moldova (1989–1992).
În anul 1989, este ales în funcția de deputat al poporului în Parlamentul U.R.S.S. În anul 1990, este ales din nou ca deputat în Parlamentul Republicii Moldova în prima sa legislatură democratică și deține funcția de prim-vicepreședinte al Parlamentului.
La 28 ianuarie 1993, președintele Parlamentului Republicii Moldova, Alexandru Moșanu, vicepreședintele Ion Hadârcă, președintele Comisiei pentru mass-media Valeriu Matei și președintele Comisiei de relații externe Vasile Nedelciuc și-au prezentat în mod surprinzător demisia din funcțiile respective, motivându-și gestul prin dorința de a preveni opinia publică „asupra pericolului restaurării depline a regimului totalitar în Republica Moldova”. 
În anul 1994, Ion Hadârcă este reales deputat în Parlamentul Republicii Moldova. În perioada 1 ianuarie 1996 - 22 iunie 1998, a fost membru supleant în delegația Republicii Moldova la Adunarea Parlamentară a Consiliului Europei. 
În anii 1998—2008 nu a participat în activitatea politică. Din 2008 până în 2010 este vicepreședinte, iar din 2010 până în 2013 este prim-vicepreședinte a Partidului Liberal.
În anul 2009 a devenit deputat în parlament pe listele Partidului Liberal și președinte al fracțiunii parlamentare a PL.
La 12 aprilie 2013 Ion Hadârcă împreună cu 30 de membri ai Partidului Liberal (PL) s-a reunit în Consiliul de Reformare al Partidului Liberal (CRPL), cerând înlocuirea lui Mihai Ghimpu cu Dorin Chirtoacă în fruntea PL-ului. În ziua următoare Consiliul Republican al Partidului Liberal l-a exclus din rândurile formațiunii pe Ion Hadârcă, alături de alți 4 deputați liberali-reformatori.
În calitate de președinte fracțiunii parlamentare PL a participat la negocierile privind formarea majoritătii pro-europene în Parlament și la 30 mai 2013 a semnat acordul de constituire a Coaliției pentru Guvernare Pro-Europeană.
La 15 decembrie 2013, la  Congresul de Constituire a Partidului Liberal Reformator Ion Hadârcă a fost ales președinte al formațiunii.
Este căsătorit cu Maria și are doi copii: Ionela și Eugen.
Pe lângă limba română, Ion Hadârcă mai vorbește limbile engleză și rusă.

## Opere publicate
- Zilele (Ed. Lit. artistică, 1977) - versuri
- Baciul mieilor chirilici (Ed. Lit. artistică, 1981) – culegere de poezii pentru copii
- Lut ars (Ed. Lit. artistică, 1984) - poezii și poeme
- Noițele (Ed. Lit. artistică, 1985) - versuri pentru copii
- Darul vorbirii (Ed. Lit. artistică, 1985) - versuri
- �eloe pole, ernye ove ki (Ed. Lit. artistică, 1987) - versuri
- Ambasadorul Atlantidei (Ed. Junimea, Iași, 1996) - poeme
- Cetățile albe (Ed. Eminescu, București, 1998) - versuri
- Helenice (Ed. Uniunii Scriitorilor, Chișinău, 1998) - poeme
- Două imperii (Ed. Garuda-Art, Chișinău, 1998) - sonete
- A fi în timp (Ed. Augusta, Chișinău, 1999) - sonete
- Albe cetățile negre (Ed. Garuda-Art, Chișinău, 1999) - poeme
- Duminica Mare (Ed. Cartea Moldovei, 1999) - poezii pentru copii
- Arena cu iluzii (Ed. Garuda-Art, Chișinău, 1999) - interviuri, discursuri, atitudini
- Teoria stării inutile (Ed. Helicon, Timișoara, 1999) - versuri
- Dezinfecția de frontieră (Ed. Junimea, Iași, 2001) - versuri
- Bunicuța zburătoare (2002) - versuri pentru copii
- Aproape trei cai (2003) - versuri pentru copii
- Era barbară (Ed. Garuda-art, Chișinău, 2005) - publicistică și eseuri
- Arta obsesiei (Ed. Poesis, Iași, 2005) - poeme
- Grauncioare de lumină (Ed.Prut International, Chisinau, 2009)-basme zmeieplasme

## Antologii
- ROSARIEN: Rumänische Gegenwartslyrik 2020, 444 Pag., Dionysos Boppard 2020, trad. Christian W. Schenk, ISBN 979-8649287029;

## Premii
- Laureat al revistei "Flacăra" (1992)
- Premiul "Mihai Eminescu" al Consiliului județean Suceava (1997)
- Premiul "Carte frumoasă, cinste cui te-a scris..." pentru volumul de poeme Helenice în cadrul celui de-al VII-lea Salon de Carte Românească (Iași, 1998)

## Aprecieri critice
„Poezia lui a rămas însă aceeași: o splendidă sinteză de simțire și luciditate. Moldova suverană îi datorează mult și luptătorului Hadârcă, și poetului Hadârcă. Citindu-l pe acest poet, după ce i-am tot citit pe ceilalți, sunt obligat să constat că marea poezie de la Chișinău este recunoașterea revoluției de la Chișinău. Sper, pentru tot restul poeziei române, cea scrisă între hotarele de azi ale statului nostru, să se molipsească de simplicitatea, de îndurerarea, de fatalitatea poeziei basarabene. O poezie care a dezrobit o țară. Unul din numele acestei lupte este același cu unul din numele acestei poezii: Ion Hadârcă.”—Adrian Păunescu
„Remarcăm la poetul Ion Hadârcă o anumită eleganță, de loc ostentativă, a rostirii. Poetul nu-și caută formula, ci o găsește cu ușurință aproape întoteauna. Atunci când sintaxa este însă întoarsă, el nu-și abandonează ținuta, ci ca un adevărat arbitru al verbului, care a dobândit înțelepciunea de a ființa într-un ținut pe cît de miraculos, pe atât de ambiguu, mărginit de două imperii, unul lăuntric, altul.”—Nichita Danilov